# Pyrrhomyias cinnamomeus
Pyrrhomyias cinnamomeus е вид птица от семейство Tyrannidae, единствен представител на род Pyrrhomyias.

## Разпространение
Видът е разпространен в Аржентина, Боливия, Венецуела, Еквадор, Колумбия и Перу.